# Daniil Bout
Pour les articles homonymes, voir Bout.
Daniil Antonovitch Bout - en russe : Даниил Антонович Бут et en anglais : Daniil But - (né le 15 février 2005 à Iaroslavl dans l'oblast de Iaroslavl en Russie) est un joueur professionnel russe de hockey sur glace. Il évolue au poste d'attaquant. Il est le fils du joueur Anton Bout.

## Biographie

### Carrière en club
Formé au Lokomotiv Iaroslavl, il débute en junior avec le Loko dans la MHL en 2021. En octobre 2022, il joue ses premières minutes en senior dans la KHL avec le Lokomotiv Iaroslavl. Il est choisi au 1er tour, en 12e position par les Coyotes de l'Arizona lors du repêchage d'entrée dans la LNH 2023, six places après son coéquipier du Lokomotiv Dmitri Simachev également choisi par la franchise de l'Arizona. Il remporte la Coupe Gagarine 2025 avec le Lokomotiv Iaroslavl.

### Carrière internationale
Il représente la Russie en sélections jeunes. 

## Statistiques

### En club
| Saison    | Équipe              | Ligue |    | Saison régulière | Saison régulière | Saison régulière | Saison régulière | Saison régulière |   | Séries éliminatoires | Séries éliminatoires | Séries éliminatoires | Séries éliminatoires | Séries éliminatoires |
| Saison    | Équipe              | Ligue | PJ | B                | A                | Pts              | Pun              | PJ               | B | A                    | Pts                  | Pun                  |                      |                      |
| 2021-2022 | Loko-76             | MHL   | 3  | 0                | 2                | 2                | 2                | -                | - | -                    | -                    | -                    |                      |                      |
| 2021-2022 | Loko Iaroslavl      | MHL   | 46 | 17               | 25               | 42               | 28               | 7                | 0 | 0                    | 0                    | 2                    |                      |                      |
| 2022-2023 | Loko-76             | MHL   | 6  | 3                | 3                | 6                | 4                | -                | - | -                    | -                    | -                    |                      |                      |
| 2022-2023 | Loko Iaroslavl      | MHL   | 26 | 15               | 11               | 26               | 22               | 7                | 4 | 5                    | 9                    | 9                    |                      |                      |
| 2022-2023 | Lokomotiv Iaroslavl | KHL   | 15 | 2                | 0                | 2                | 6                | 1                | 0 | 0                    | 0                    | 0                    |                      |                      |
| 2023-2024 | Lokomotiv Iaroslavl | KHL   | 55 | 10               | 11               | 21               | 10               | 19               | 1 | 1                    | 2                    | 0                    |                      |                      |
| 2023-2024 | Loko Iaroslavl      | MHL   | 3  | 1                | 2                | 3                | 2                | 1                | 0 | 1                    | 1                    | 0                    |                      |                      |
| 2024-2025 | Lokomotiv Iaroslavl | KHL   | 54 | 9                | 19               | 28               | 16               | 13               | 0 | 1                    | 1                    | 0                    |                      |                      |